# Liste der Stolpersteine in Berlin-Wannsee
Die Liste der Stolpersteine in Berlin-Wannsee enthält die Stolpersteine im Berliner Ortsteil Wannsee im Bezirk Steglitz-Zehlendorf, die an das Schicksal der Menschen erinnern, die im Nationalsozialismus ermordet, deportiert, vertrieben oder in den Suizid getrieben wurden. Die Spalten der Tabelle sind selbsterklärend. Die Tabelle erfasst insgesamt 37 Stolpersteine und ist teilweise sortierbar; die Grundsortierung erfolgt alphabetisch nach dem Familiennamen.
| Bild | Name                    | Adresse und Koordinate () | Adresse und Koordinate () | Verlegedatum  | Leben |
| ---- | ----------------------- | ------------------------- | ------------------------- | ------------- | --- |
|      | Willy Angerthal         | Bismarckstraße 17         |                           | 12. Juni 2021 | Willy Angerthal kam am 10. Februar 1882 in Casekow im damaligen Kreis Randow (Pommern) als Sohn des Kaufmanns Max Angerthal und seiner Frau Henriette geborene Unger zur Welt. Seine Geschwister waren Siegfried (1878), Gustav (1888) und Elise (1883). 1910 lebte er in der Greifswalder Straße 197. Er war Kaufmann in der Firma ‚Nord-Ost‘ Bekleidungsindustrie für Herren- und Knaben-Garderobe. 1920 wurde er als Inhaber der Firma Bruno Winkel & Co. Knabenkonfektion in der Fruchtstraße 51 in Berlin-Mitte genannt, fünf Jahre später als Inhaber der ‚Fabrik von Knaben- und Burschenkonfektion‘ in der Roßstraße 19/20. Diese Firma führte er bis zum Ende seiner Berufstätigkeit, 1938 ist ein neuer Eigentümer im Adressbuch vermerkt. Er war in erster Ehe mit Helene Rosenthal verheiratet, der Ehe entstammt der Sohn Kurt, geboren am 8. Juli 1918 in Berlin. Die Familie zog 1923 in die Kirchstraße 20 nach Moabit, 1932 zog sie dann in eine repräsentative Villa in die Bismarckstraße 17/19 am Wannsee, deren Eigentümerin Helene Angerthal war. Die Familie war inzwischen wohlhabend und besaß weitere Grundstücke. Am 5. Januar 1936 starb Helene Angerthal. Willy Angerthal bereitete seine Auswanderung vor, indem er alle Grundstücke verkaufte, ihm gelang die Auswanderung nicht, jedoch seinem Sohn Kurt. 1942 heiratete Willy Angerthal in zweiter Ehe Margarethe Orbach, geboren am 2. September 1893 in Kreuzburg. Schon bald nach der Heirat, am 27. Mai 1942, wurde Willy Angerthal, der jetzt am Engeldamm in Berlin-Kreuzberg wohnte, im Rahmen einer Racheaktion zusammen mit weiteren 153 jüdischen Männern verhaftet. Sie wurden in das KZ Sachsenhausen geschafft und am nächsten Tag dort erschossen. Am 29. Mai wurden weitere 96 jüdische Männer aus bereits im Lager Inhaftierte ausgewählt und ebenfalls ermordet. Die Racheaktion war von Goebbels und Himmler nach dem Anschlag der Herbert-Baum-Gruppe im Lustgarten auf die Ausstellung „Das Sowjet-Paradies“ am 18. Mai 1942 in Gang gesetzt worden. Margarethe Angerthal wurde nur drei Wochen nach der Ermordung ihres Mannes mit dem 8. Alterstransport am 19. Juni 1942 von Berlin nach Theresienstadt deportiert und am 9. Oktober 1944 weiter in das KZ Auschwitz und dort ermordet. Der Sohn Kurt wurde in England Fotograf, nannte sich Howard Dan Arden, diente in der britischen Armee im 2. Weltkrieg, heiratete zweimal, aus der zweiten Ehe stammen drei Kinder. |
|      | Mechel Beiser           | Wernerstraße 10           | 52.418056 13.16           | März 2008     | Mechel (Max Michael) Beiser kam am 15. Oktober 1868 in Kolomea/Galizien als Sohn des Efraim Chaim Ber Beiser und seiner Frau Deborah geboren Köslin zur Welt. Er hatte einen Bruder Simon, der 1875 geboren war. Mechel wurde Handlungsreisender und heiratete in Berlin am 7. August 1899 Rosalie Posner, die Ehe blieb vermutlich kinderlos. 1930 betrieb er ein Möbelhaus in der Kastanienallee 24, später mit einer Filiale in der Frankfurter Allee, und unter der Firma Gebrüder Kassner mit Simon Beiser und Jakob Kreindler eine Möbelhandlung mit Kreditgeschäft in der Bülowstraße 6. Seit 1929 lebte das Ehepaar am Kurfürstendamm 71, Mechel Beiser und sein Bruder waren wirtschaftlich erfolgreich, so gehörte ihnen das Grundstück Rigaer Straße 71–73a, Mechel Beiser war zudem Eigentümer des Grundstücks Wernerstraße 10 in Wannsee, auf dem der jüdische Architekt Hans Sigmund Jaretzki 1932 ein Einfamilienhaus im Stil der Neuen Sachlichkeit baute. Mechel und Rosalie Beiser lebten dort seit 1934. Die Firma Gebrüder Kassner musste 1938 liquidiert werden. Am 19. Januar 1942 wurden Mechel Beiser mit seiner Frau aus der Wernerstraße 10 nach Riga deportiert, es ist kein Todesdatum bekannt. |
|      | Rosalie Beiser          | Wernerstraße 10           | 52.418055 13.16           | März 2008     | Rosalie Posner kam am 23. April 1869 in Samter/Posen als Tochter des Getreidehändlers Heyman Posner und seiner Frau Jeanette geborene Tarnowska zur Welt. Sie hatte einen älteren Bruder Eduard (1854) und einen jüngeren Bruder Hermann. 1899 heiratete sie in Berlin den Handlungsreisenden Mechel Beiser, die Ehe blieb vermutlich kinderlos. Ihr Mann betrieb 1930 ein Möbelhaus in der Kastanienallee, später in der Lothringer Straße 7 sowie eine Zweigstelle in der Frankfurter Allee. Unter der Firma Gebrüder Kassner betrieb er mit seinem Bruder Simon und Jakob Kreindler eine Möbelhandlung mit Kreditgeschäft in der Bülowstraße 6. Seit 1929 lebte das Ehepaar am Kurfürstendamm 71, Mechel Beiser und sein Bruder waren wirtschaftlich erfolgreich, so gehörte ihnen das Grundstück Rigaer Straße 71–73a, Mechel Beiser war zudem Eigentümer des Grundstücks Wernerstraße 10 in Wannsee, auf dem der jüdische Architekt Hans S. Jaretzki 1932 ein Einfamilienhaus im Stil der Neuen Sachlichkeit baute. Mechel und Rosalie Beiser lebten dort seit 1934. Die Firma Gebrüder Kassner musste 1938 liquidiert werden. Am 19. Januar 1942 wurden Rosalie Beiser mit ihrem Mann aus der Wernerstraße 10 nach Riga deportiert, es ist kein Todesdatum bekannt. |
|      | Curt Bejach             | Bernhard-Beyer-Straße 12  |                           | 12. Sep. 2007 | |
|      | Enoch Belgard           | Wernerstraße 7            |                           | 5. Apr. 2014  | Martin Enoch Belgard kam am 20. Oktober 1883 in Graudenz als Sohn des Kommerzienrates und Stadtrates Heinrich Belgard und seiner Frau Sara geborene Leiser zur Welt. Er studierte an der Universität zu Berlin, wurde zum Dr. phil. promoviert und schrieb eine Abhandlung über „Parzellierung und innere Kolonisation in den 6 östlichen Provinzen Preußens 1875–1906“. 1911 heiratete er Gertrud Tana Lane Weinstein. Sie lebten in Graudenz in der Börgenstraße 39, wo Martin Enoch Belgard zusammen mit seinem Vater die vom Großvater ererbte Firma Isaac Belgard, Bank und Getreide, in der Marienwerder Straße 13 führte. Martin Enoch Belgard nannte sich Bankier und Mitinhaber der Firma Isaac Belgard, Bank-, Wechsel- und Getreidegeschäft. Am 25. Juli 1913 kam ihr Sohn Hans Joachim auf die Welt. Als Graudenz nach dem Ersten Weltkrieg polnisches Staatsgebiet wurde, zogen seine Eltern und er mit seiner Familie 1921 nach Berlin. Sein Vater kaufte in Wannsee das Grundstück Wernerstraße 7, wo die ganze Familie lebte. 1921 starb seine Mutter, 1927 sein Vater. Martin Enoch Belgard wohnte weiterhin mit seiner Frau und seinem Sohn Hans Joachim in der Wernerstraße 7, bis sie alle drei am 19. Oktober 1942 nach Riga deportiert wurden. Er wurde am 31. Dezember 1944 ermordet. Seine Frau und sein Sohn wurden am 22. Oktober 1942 ermordet. |
|      | Hans Belgard            | Wernerstraße 7            |                           | 5. Apr. 2014  | Hans Joachim Belgard kam am 25. Juli 1913 in Graudenz als Sohn des Bankiers Dr. Martin Enoch Belgard und seiner Frau Gertrud Tana Lane geborene Weinstein zur Welt. Die Familie wohnte in der Börgenstraße 39, sein Vater war zusammen mit seinem Großvater Heinrich Belgard Inhaber der vom Urgroßvater Isaac ererbten Firma Isaac Belgard, Bank und Getreide. Als Graudenz nach dem Ersten Weltkrieg polnisches Staatsgebiet wurde, zog Hans Joachim mit seinen Eltern und Großeltern väterlicherseits 1921 nach Berlin in die Wernerstraße 7. Hans Joachim studierte von Mai 1931 bis November 1933 an der Friedrich-Wilhelms-Universität zu Berlin an der philosophischen Fakultät. Am 19. Oktober 1942 wurde Hans Joachim mit seinen Eltern nach Riga deportiert und am 22. Oktober 1942 ermordet. |
|      | Tana Belgard            | Wernerstraße 7            |                           | 5. Apr. 2014  | Gertrud Tana Lane Weinstein kam am 19. November 1887 in Eisenach als Tochter des Sussmann Weinstein und seiner Frau Martha geborene Herzfeld zur Welt. Sie hatte eine Schwester Elisabeth (1885) und einen Bruder Hans. 1911 heiratete sie den Bankier Dr. Martin Enoch Belgard aus Graudenz, sie wohnten in Graudenz in der Börgenstraße 39, wo der Sohn Hans Joachim am 25. Juli 1913 zur Welt kam. Ihr Mann war mit seinem Vater Inhaber der Firma seines Großvaters Isaac Belgard, Bank-, Wechsel- und Getreidegeschäft. Als Graudenz nach dem Ersten Weltkrieg polnisches Staatsgebiet wurde, zog Tana Belgard mit ihrem Mann und Sohn sowie den Eltern ihres Mannes 1921 nach Berlin in die Wernerstraße 7, bis Gertrud Tana Lane Belgard mit ihrem Mann und ihrem Sohn am 19. Oktober 1942 nach Riga deportiert und am 22. Oktober 1942 ermordet wurde. |
|      | Else Berger             | Stölpchenweg 7            | 52.41 13.138889           | 12. Sep. 2007 | Else Berger wurde am 16. Februar 1884 in Berlin als Else Juliane Solon geboren. Ihre Eltern waren der Fabrikbesitzer Franz Jakob Solon und seine Frau Selma geborene Zander. 1905 heiratete sie den Kaufmann Bruno Martin Berger. Mit ihrem Mann und ihren zwei Töchtern wohnte sie seit 1913 am Stölpchenweg 7. Ihr Mann verstarb 1929; den beiden Töchtern Alice und Edith gelang die Flucht vor dem Holocaust. Zwar war zunächst geplant, dass Else Berger ebenfalls flieht, sie wollte jedoch ihre Mutter Selma Solon, die mittlerweile auch im Haus wohnte, pflegen. Nachdem Selma Solon am 28. Januar 1942 verstorben war, scheiterten alle Versuche, Else Berger zur Flucht zu verhelfen. Sie wurde am 4. November 1942 mit dem 71. Alterstransport nach Theresienstadt deportiert. Von dort wurde sie am 23. Januar 1943 weiter nach Auschwitz verbracht, wo sie ermordet wurde. |
|      | Jacques Brock           | Wernerstraße 6            |                           | 12. Sep. 2007 | Jacques Jakob Brock kam am 20. April 1867 in Stettin in einer jüdischen Familie zur Welt. Er wurde Textilkaufmann und führte in Berlin zuerst in der Jerusalemer Straße, später am Hausvogteiplatz eine Damenmäntelfabrik mit Ladengeschäft. Vermutlich blieb er ledig, denn er übertrug diese Firma seinem Neffen Martin Brock. Jacques Brock war wohlhabend und weltläufig und führte ein Leben zwischen Berlin, Paris und der Riviera. Seit Mitte der 1920er Jahre lebte er im eigenen Haus in Wannsee, Wernerstraße 6. Als er schon im Ruhestand war, machte er die Bekanntschaft von Joachim von Ribbentrop, dem Schwiegersohn von Otto Henkell, dem Inhaber der Sektkellerei. So wurde Jacques Brock Repräsentant in Groß-Berlin für die Firma Henkell. Trotz der Protektion von Joachim von Ribbentrop musste Jacques Brock nach 1939 aus seinem Haus Wernerstraße 6 ausziehen und in das Hansa-Ufer 8 ziehen. Am 23. Juli 1942 wurde er nach Theresienstadt deportiert. Dort nahm er an kulturellen Veranstaltungen teil, die Philipp Manes veranstaltete und auf denen er aus eigenen Schriften vorlas. Am 11. April 1943 wurde Jacques Brock in Theresienstadt ermordet. Nach dem Ende des Krieges machte Marion Hansen geborene Brock, vermutlich eine Nichte, Wiedergutmachungsansprüche geltend. |
|      | Amalie Alice Capell     | Scabellstraße 4           |                           | 12. Juni 2021 | Amalie Alice Fiegel kam am 17. März 1888 in Berlin als Tochter des Kaufmanns Bruno Fiegel und seiner Frau Minna geborene Cohn zur Welt. Sie lebte mit ihrer Familie und den Geschwistern Paul (geboren 1881, gestorben 1947 in Sydney), Max (geboren 1883, gestorben 1968 in Tokyo) und Ida (geboren 1890) in der Bleibtreustraße 31 in Charlottenburg, einen Beruf erlernte sie nicht. Am 26. Juni 1913 heiratete sie Richard Capell, einen Kaufmann, der 1923 als Handelsrichter am Landgericht III in Berlin vereidigt wurde. Die Familie lebte in der Spichernstraße 10, bis sie 1933 nach Wannsee in die Robertstraße 3–4, zog, die heutige Scabellstraße 3a. 1939 musste sie mit ihrem Mann zwangsweise in die Frobenstraße 1 umziehen, wahrscheinlich ein sogenanntes Judenhaus. Sie lebten dort mit drei fremden Personen in einem Haushalt. Am 19. November 1940 starb ihr Mann, sie selbst sah keinen anderen Ausweg, als sich am 16. Juni 1942 das Leben zu nehmen. |
|      | Richard Capell          | Scabellstraße 4           |                           | 12. Juni 2021 | Richard Capell kam am 16. Mai 1880 in Hannover als Sohn des Kaufmanns Lambert Capell und seiner Frau Sofie geborene Rosenthal auf die Welt. Er machte eine kaufmännische Lehre in Hamburg und arbeitete mehrere Jahre in Russland. Von 1902 bis 1926 arbeitete er bei der Liebes und Teichtner AG, Leipzig, von 1912 bis 1926 als Direktor. Am 26. Juni 1913 heiratete er Alice Amalie Fiegel, die am 17. März 1888 als Tochter des Kaufmanns Benno Fiegel und Minna geborene Cohn in Berlin geboren wurde. 1919 gründet Richard Capell eine eigene Firma in Berlin, deren Zweck uns nicht bekannt ist. Am 20. Dezember 1923 wurde er als Handelsrichter am Landgericht III in Berlin vereidigt und war dort bis Anfang 1933 tätig. Die Familie lebte in der Spichernstraße 10. Um 1927 trat er in die Fa. Hugo Sensch in Berlin S.O. 16 ein, die Kalender, Plakate, Kataloge und Brieftaschen sowie „vornehme Leder-, Reklame- und Zugabeartikel für Gross-Industrie, Banken und Versicherungsgesellschaften“ herstellte. Richard Capell war damals schon sehr vermögend und hatte auf seinen weiten Reisen eine umfangreiche Sammlung von Keramiken, Glas, Plastiken sowie Möbeln, Teppichen und Bildern zusammengetragen. Als er 1933 nach Wannsee in die Robertstraße 3–4 (heute Scabellstraße) zog, ließ er das „Internationale Kunst- und Auktionshaus“ in Berlin am 5. Mai 1931 insgesamt 563 (!) Stücke seiner Sammlung versteigern. Nach 1939 musste Richard Capell mit seiner Frau in die Frobenstraße 1 ziehen, wo er am 19. November 1940 verstarb. |
|      | Alice Cohn              | Conradstraße 5            |                           | 5. Apr. 2014  | Alice Behrendt kam am 29. Juli 1876 in Berlin als Tochter des Rentiers Adolph Behrendt und seiner Frau Cäcilie geborene Meyer zur Welt. Sie hatte einen Bruder Walter (1885) und einen Bruder Max. 1899 heiratete sie den Kaufmann Lesser Leo Cohn. Vermutlich blieb die Ehe kinderlos. Nach dem Tod ihrer Eltern erbte sie mit ihren Brüdern die Häuser Drakestraße 59 und Bornemannstraße 8/Gottschedstraße 7. Ihr Mann starb und Alice Cohn lebte 1933 und 1934 in Zehlendorf, Flensburger Straße 10 (heute Karl-Hofer-Straße), ab 1935 in der Conradstraße 5 in Wannsee. Am 3. Oktober 1936 floh Alice Cohn nach Holland, dort lebte sie in Naarden. Sie wurde nach dem Einmarsch der deutschen Truppen verhaftet und über das Sammellager Westerbork nach Auschwitz deportiert, wo sie am 13. November 1942 ermordet wurde. |
|      | Else Ellendmann         | Grüner Weg 15             | 52.412778 13.145          | 3. Juli 2010  | Else Bial kam am 5. Mai 1915 in Bernstadt/Schlesien in einer jüdischen Familie zur Welt. Mitte der 1930er Jahre heiratete sie den Gärtner Hermann Ellendmann, am 4. Oktober 1937 kam in Potsdam ihr Sohn Peter Maye zur Welt. 1938 lebte die Familie in Wannsee, Grüner Weg 15. Ihr Mann lebte zumindest zeitweise auch im Jüdischen Kinder- und Landschulheim Caputh. Als polnischer Staatsangehöriger wurde Hermann Ellendmann am 28. Oktober 1938 während der sog. Polenaktion zusammen mit tausenden von jüdischen Männern nach Bentschen abgeschoben. Es gelang ihm zwar zurückzukommen, er wurde aber am 13. September 1939 im KZ Sachsenhausen inhaftiert. Von dort wurde er zu einem unbekannten Ort deportiert und ermordet. Else Ellendmann musste noch mit ihrem Sohn Peter in die Kaiser-Wilhelm-Straße 32 ziehen. Von dort wurde sie mit ihrem Sohn Peter am 28. März 1942 in das Ghetto Piaski deportiert und zu einem unbekannten Zeitpunkt ermordet. |
|      | Peter M. Ellendmann     | Grüner Weg 15             | 52.412779 13.145          | 3. Juli 2010  | Peter Mayer Ellendmann wurde am 4. Oktober 1937 in Potsdam als Sohn des Gärtners Hermann Ellendmann und seiner Frau Else geborene Bial geboren. 1938 lebte die Familie in Wannsee, Grüner Weg 15. Die Familie hatte die polnische Staatsangehörigkeit, deswegen wurde sein Vater Hermann während der sogenannten Polenaktion am 28. Oktober 1938 nach Bentschen abgeschoben. Er kam zwar wieder zurück, wurde aber ab dem 13. September 1939 im KZ Sachsenhausen inhaftiert. Von dort wurde er zu einem unbekannten Ort deportiert und ermordet. Peter musste noch mit seiner Mutter in die Kaiser-Wilhelm-Straße 32 ziehen, von dort wurde er am 28. März 1942 mit seiner Mutter Else in das Ghetto Piaski deportiert und ermordet. |
|      | Erna Friedmann          | Petzower Straße 13        |                           | 5. Apr. 2014  | Erna Grün kam am 23. Februar 1894 in Berlin als Tochter des Kaufmanns Itzig Grün und seiner Frau Charlotte geborene Wittner zur Welt. Ihr Vater starb, als Erna drei Jahre alt war. Erna heiratete am 6. August 1919 Arthur Friedmann. Sie wohnten in Pankow in der Berliner Straße 88, bis ihr Mann 1925 starb. Erna Friedmann lebte dann in der Prinzregentenstraße 81, später in der Petzower Straße 13 in Wannsee. Am 27./29. Oktober 1941 wurde sie nach Litzmannstadt deportiert und am 4. Mai 1942 ins Vernichtungslager Kulmhof, wo sie sofort ermordet wurde. |
|      | Alfred Hahn             | Hohenzollernstraße 6      | 52.416389 13.151389       | Okt. 2004     | Alfred Hahn kam am 11. November 1873 in Berlin als Sohn des Kaufmanns Salomon Hahn und seiner Frau Charlotte geborene Rappaport zur Welt. Er hatte fünf Brüder: Felix, Ernst, Hans, Kurt und Adolph und eine Schwester Margarete. Alfred Hahn wurde Kaufmann, er heiratete am 15. Dezember 1900 Clara Angress. Am 24. September 1901 kam das einzige Kind, die Tochter Else, zur Welt. Alfred Hahn machte Karriere im Bankgeschäft, Anfang der 1930er Jahre war er Direktor der Dresdner Bank. Seit 1928 wohnte die Familie in einem eigens für sie erbauten Haus in der Hohenzollernstraße 5–6, dessen Eigentümer Alfred Hahn war. 1935 heiratete die Tochter Else Alfred Werthan und lebte mit ihm in der Münchener Straße 29. Alfred und Clara Hahn mussten noch einmal umziehen und zwar am 16. Oktober 1939 in den Hohenzollerndamm 28, von dort wurden sie am 20. Juli 1942 nach Theresienstadt deportiert. Auf der Deportationsliste wird Alfred Hahn als Helfer bezeichnet. Alfred Hahn überlebte in Theresienstadt nur etwa einen Monat, am 22. August 1942 wurde er ermordet. Seine Frau erlitt noch die Deportation nach Treblinka, wo sie ermordet wurde. Für seine Tochter Else und ihren Mann Alfred Werthan liegen Stolpersteine vor der Württembergischen Straße 31. Für seinen Bruder Felix liegt ein Stolperstein vor der Aschaffenburger Straße 22, für seinen Bruder Hans, dessen Frau Johanna geborene Schalcha und den Sohn Fritz liegen Stolpersteine vor dem Haus Tauentzienstraße 13a. |
|      | Clara Hahn              | Hohenzollernstraße 6      | 52.41639 13.151389        | Okt. 2004     | Clara Angress kam am 17. März 1872 in Berlin als Tochter des Buchbindermeisters Bernhard Angress und seiner Frau Adelheid geborene Aber zur Welt. Sie hatte drei Schwestern: Helene, Adele Margarete und Marianne und drei Brüder: Albert, Carl Joseph und Max. Am 15. Dezember 1900 heiratete sie den Bankangestellten Alfred Hahn, die Tochter Else wurde am 24. September 1901 geboren. Ihr Mann machte Karriere im Bankgeschäft, Anfang der 1930er Jahre war er Direktor der Dresdner Bank. Seit 1928 wohnte die Familie in einem eigens für sie erbauten Haus in der Hohenzollernstraße 5–6, dessen Eigentümer Alfred Hahn war. 1935 heiratete die Tochter Else Alfred Werthan und lebte mit ihm in der Münchener Straße 29. Alfred und Clara Hahn mussten noch einmal umziehen und zwar am 16. Oktober 1939 in den Hohenzollerndamm 28, von dort wurden sie am 20. Juli 1942 nach Theresienstadt deportiert. Auf der Deportationsliste wird Alfred Hahn als Helfer bezeichnet. Alfred Hahn überlebte in Theresienstadt nur etwa einen Monat, am 22. August 1942 wurde er ermordet. Clara Hahn wurde aus Theresienstadt am 19. September 1942 in das Vernichtungslager Treblinka deportiert und dort sofort ermordet. Ihre Tochter Else wurde am 12. März 1943 nach Auschwitz deportiert, ihr Mann Alfred bereits am 1. März 1943. |
|      | Wolff Joseph            | Alsenstraße 28            | 52.414444 13.148889       | 12. Sep. 2007 | Wolff Joseph kam am 29. März 1869 in Pleschen/Posen in einer jüdischen Familie zur Welt. Vermutlich blieb er ledig. Bei der Volkszählung 1939 lebte er in Wannsee, Alsenstraße 28, wahrscheinlich als Untermieter. Er wohnte immer noch da, als er am 10. September 1942 nach Theresienstadt deportiert wurde. Er wurde noch weiter deportiert und zwar am 29. September 1942 in das Vernichtungslager Treblinka. Sein Todesdatum ist nicht bekannt. |
|      | Bertha Kopinsky         | Petzower Straße 13        |                           | 5. Apr. 2014  | Bertha Rothschild kam am 9. März 1865 in Ziegenhain/Oberaula/Schwalm-Eder Kreis als Tochter des Meier Rothschild und seiner Frau Lina geboren Levi zur Welt. Sie hatte sieben Schwestern: Henriette, Ida, Bella, Johanna, Paula, Selma und Caroline und zwei Brüder: David und Leopold. Sie heiratete den Kaufmann Wolf Wilhelm Kopinsky(i) und lebte mit ihm in Frankfurt am Main. Am 11. Juli 1886 kam die Tochter Regina auf die Welt. Diese heiratete 1912 in Frankfurt am Main den Rechtsanwalt Dr. Wolff Arthur Donig aus Berlin. Am 5. Juli 1913 wurde ihr Sohn Curt Günther in Berlin-Schöneberg geboren. 1919 starb Bertas Mann in Frankfurt am Main, sie zog zu ihrer verheirateten Tochter Regina nach Berlin, 1931 lebte sie in Schöneberg, Am Park 15, mit der Familie ihrer Tochter. Ihr Schwiegersohn, der mittlerweile auch Notar war, hatte ein Haus in Wannsee, Parkstraße 15 (später Petzower Straße) gekauft, 1931 zog die Familie dorthin. Ihre Tochter konnte mit Mann und Kind 1939 nach Argentinien, Buenos Aires, emigrieren. Bertha Kopinsky musste noch einmal umziehen und zwar in das Altersheim Altonaer Straße 4, von dort wurde sie am 14. Juni 1942 nach Theresienstadt deportiert. Am 7. Dezember 1942 starb sie angeblich an Enteritis, Darmkatarrh. |
|      | Amalie Lindemann        | Hohenzollernstraße 24     | 52.416667 13.151389       | März 2009     | Amalie Levy kam am 9. Oktober 1872 in Zachan/Pommern als Tochter des Wolf Levy und seiner Frau Bertha geborene Philippsohn zur Welt, sie hatte noch eine Schwester Frieda. Sie heiratete in Berlin 1895 den Kaufmann und Fabrikanten Paul Lindemann. Die Tochter Erna Ida wurde am 29. Juli 1896 geboren. Ihr Mann war erst Prokurist einer Firma R. Blume, Kunst- und Bauschlosserei, in der Schillerstraße 97, dann deren Eigentümer, 1930 war die Firma zur GmbH umgewandelt, Paul Lindemann war Geschäftsführer, Gesellschafter waren sein Schwiegersohn Dr. Friedrich Neumann und Hans Loewald. 1928 kaufte ihr Mann die Grundstücke Hohenzollernstraße 24 und 25 in Wannsee und baute zwei Sommerhäuser darauf. Ab 1929 wohnte ihre Tochter mit Mann und Sohn dort, Amalie Lindemann zog mit ihrem Mann 1932 dorthin. Ihr Schwiegersohn emigrierte mit seinem Sohn vor 1939 nach England. 1938 und 1939 hatten Amalie und Paul Lindemann wieder eine Wohnung in der Stadt: Darmstädter Straße 24. Amalie Lindemann und ihr Mann schlossen sog. Heimeinkaufsverträge, um sich eine Unterkunft in Theresienstadt zu sichern. Am 13. Januar 1943 wurde Amalie Lindemann mit ihrem Mann aus der Hohenzollernstraße nach Theresienstadt deportiert. Ihr Mann starb im März 1943, Amalie am 1. April 1943. |
|      | Paul Lindemann          | Hohenzollernstraße 24     | 52.416668 13.151389       | März 2009     | Paul Lindemann kam am 14. Juli 1868 in Saalfeld/Ostpreußen als Sohn des Pferdehändlers Josef Lindemann und seiner Frau Sara geborene Eyelh(?) zur Welt. Er heiratete 1895 in Berlin Amalie Levy. Das Paar wohnte in der Holzmarktstraße 45, wo ihre Tochter Erna Ida am 29. Juli 1896 zur Welt kam. Paul Lindemann war erst Prokurist einer Firma R. Blume, Kunst- und Bauschlosserei, in der Schillerstraße 97, dann deren Eigentümer, 1930 war die Firma zur GmbH umgewandelt, Paul Lindemann war Geschäftsführer, Gesellschafter waren sein Schwiegersohn Dr. Friedrich Neumann und Hans Loewald. 1928 kaufte Paul Lindemann die Grundstücke Hohenzollernstraße 24 und 25 in Wannsee und baute zwei Sommerhäuser darauf. Ab 1929 wohnte seine Tochter mit Mann und Sohn dort, Paul Lindemann zog mit seiner Frau 1932 dorthin. Sein Schwiegersohn emigrierte mit seinem Sohn vor 1939 nach England. 1938 und 1939 hatten Paul und Amalie Lindemann wieder eine Wohnung in der Stadt: Darmstädter Straße 24. Paul Lindemann und seine Frau schlossen sog. Heimeinkaufsverträge, um sich eine Unterkunft in Theresienstadt zu sichern. Am 13. Januar 1943 wurde Paul Lindemann mit seiner Frau Amalie aus der Hohenzollernstraße nach Theresienstadt deportiert. Paul Lindemann starb im März 1943, Amalie am 1. April 1943. |
|      | Ellen Meyer             | Straße zum Löwen 19       | 52.421669 13.161667       | März 2009     | Ellen Meyer kam am 2. Juni 1900 in Berlin als Tochter des Bankiers Georg Meyer und seiner Frau Gertrud geborene Liebermann zur Welt. Ihre Mutter war eine Nichte von Max Liebermann. Ihre Geschwister waren Frieda (1891), Gabriele (1893), Marie Luise (1896) und Rudolf (1898). Die Familie lebte seit den 1920er Jahren in Wannsee, Straße zum Löwen 19. Ellen Meyer wurde Malerin und blieb ledig. Ihr Vater Georg starb 1934, Ellen wohnte mit ihren Geschwistern Marie Luise und Rudolf weiterhin bei ihrer Mutter, bis alle ausziehen mussten. Ellen, Marie Luise und Rudolf mussten in das Judenhaus Sybelstraße 66 ziehen. Von dort wurde Ellen zusammen mit ihrem Bruder Rudolf am 19. Februar 1943 in das KZ Auschwitz deportiert. Ihr Todesdatum ist unbekannt. |
|      | Gertrud Meyer           | Straße zum Löwen 19       | 52.421668 13.161667       | März 2009     | Gertrud Marianne Liebermann kam am 14. Oktober 1865 in Berlin als Tochter des Kaufmanns Martin Liebermann, einem Bruder des Malers Max Liebermann, und seiner Frau Anna geborene Liebermann zur Welt. Sie heiratete 1889 den Bankier Georg Heinrich Meyer, die Kinder wurden geboren: Frieda am 4. Dezember 1891, Elisabeth Philippine Gabriele am 2. März 1893, Marie Luise am 10. März 1896, Rudolf am 29. Oktober 1898 und Ellen am 2. Juni 1900. Ab den 1920er Jahren lebte die Familie in Wannsee, Straße zum Löwen 19 im eigenen Haus. 1934 starb Georg Meyer. 1938 lebte Gertrud Meyer mit den drei jüngsten Kindern in der Straße zum Löwen. Gabriele konnte in die Schweiz entkommen; auch Frieda überlebte. Gertrud Meyer musste noch ausziehen und in die Petzower Straße 8 in Wannsee ziehen. Von dort wurde sie am 10. September 1942 nach Theresienstadt deportiert und am 7. November 1942 ermordet. |
|      | Marie Luise Meyer       | Straße zum Löwen 19       | 52.421666 13.161667       | März 2009     | Marie Luise Meyer kam am 10. März 1896 in Berlin als Tochter des Bankiers Georg Meyer und seiner Frau Gertrud geborene Liebermann zur Welt. Ihre Mutter war eine Nichte von Max Liebermann. Ihre Geschwister waren Frieda (1891), Gabriele (1893), Ellen (1900) und Rudolf (1898). Die Familie lebte seit den 1920er Jahren in Wannsee, Straße zum Löwen 19. Ihr Vater Georg starb 1934, Marie Luise wohnte mit ihren Geschwistern Ellen und Rudolf weiterhin bei ihrer Mutter. Sie musste jedoch mit ihrem Geschwistern in die Sybelstraße 66 ziehen, von dort wurde sie am 14. September 1942 nach Theresienstadt deportiert. Auf der Transportliste wird sie als Pflegerin bezeichnet. Am 19. Februar 1944 wurde sie weiter in das KZ Auschwitz deportiert und dort ermordet. |
|      | Rudolf Meyer            | Straße zum Löwen 19       | 52.421667 13.161667       | März 2009     | Rudolf Meyer kam am 29. Oktober 1898 in Berlin als Sohn des Bankiers Georg Meyer und seiner Frau Gertrud geborene Liebermann zur Welt. Seine Geschwister waren Frieda (1891), Gabriele (1893), Marie Luise (1896) und Ellen (1900). Seit den 1920er Jahren lebte die Familie in Wannsee in der Straße zum Löwen 19. Sein Vater Georg starb 1934, Rudolf lebte weiterhin mit seiner Mutter und seinen Schwestern Ellen und Marie Luise in Wannsee, bis er mit seinen Schwestern in ein Judenhaus in der Sybelstraße 66 ziehen musste. Vermutlich musste er Zwangsarbeit leisten. Aus der Sybelstraße wurde er mit seiner Schwester Ellen am 19. Februar 1943 in das KZ Auschwitz deportiert und ermordet. |
|      | Eva Meyer               | Ulricistraße 32           | 52.413333 13.134444       | März 2009     | Eva Ilse Wilhelmine Meyer kam am 4. Dezember 1886 in Berlin in einer jüdischen Familie zur Welt. Sie blieb ledig und besuchte das Königliche Provinzial Schulkolleg der Provinz Brandenburg, das sie 1905 abschloss. Seit April 1906 war sie als Hilfsschullehrerin beim Land Berlin angestellt und arbeitete an einer Schule in Niederschönhausen. Zunächst wohnte sie im Kaiserweg 12, ab 1927 war sie Eigentümerin eines kleinen Hauses in Niederschönhausen, Moltkestraße 17, heute Wilhelm-Wolff-Straße, sie hatte eine Lehrerin als Untermieterin. 1935 verkaufte sie das Haus und zog in die Rolandstraße in Niederschönhausen, 1938 lebte sie in Wannsee in der Ulricistraße 32, im Adressbuch bezeichnete sie sich als Hilfslehrerin a. D. Sie musste noch umziehen in das Judenhaus Wullenweberstraße 3 in Tiergarten, von dort wurde sie am 13. Januar 1942 nach Riga deportiert. Ihr Todesdatum ist unbekannt. |
|      | Edith Nathan            | Hugo-Vogel-Straße 40      | 52.42389 13.154722        | 12. Sep. 2007 | Edith Nathan kam am 23. Februar 1884 in Thorn als Tochter des Apothekenbesitzers Julius Nathan und seiner Frau Natalia geborene Herrnberg zur Welt. Sie war die älteste von drei Schwestern, nach ihr kam Käthe (1885) und dann Olga (1887). Die Schwestern blieben ledig und von 1930 bis 1938 wohnten Edith und Käthe zusammen in Berlin-Steglitz, Wilseder Straße 11. Ihre Schwester Olga wohnte in der Blankenbergstraße 3. Dann mussten Edith und Käthe ausziehen und zwar nach Wannsee in die Hugo-Vogel-Straße 38–42, auch Olga zog mit ein. Der Eigentümer des Hauses war Rechtsanwalt Dr. Hans Fritz Abraham, der in die USA geflohen war. Die Schwestern wurden vermutlich deswegen dort eingewiesen. Sie mussten jedoch noch einmal umziehen, Edith und Käthe in die Knesebeckstraße 28 bei Freundlich, Olga zog zu Friedrich Nathan, einem Anzeigenleiter in der Emser Straße 19–20. Edith und Käthe Nathan wurden am 12. Januar 1943 nach Auschwitz deportiert, ihre Schwester Olga einen Tag später, am 13. Januar 1942, nach Riga. |
|      | Käthe Nathan            | Hugo-Vogel-Straße 40      | 52.423888 13.154722       | 12. Sep. 2007 | Käthe Nathan kam am 26. November 1885 in Thorn als Tochter des Apothekers Julius Nathan und seiner Frau Natalia geborene Herrnberg zur Welt. Ihre ältere Schwester war Edith (1884), die jüngere Olga (1887). Die drei Schwestern zogen nach Berlin, Käthe und Edith lebten von 1930 bis 1938 in Steglitz in der Wilseder Straße 11 und Olga in der Blankenbergstraße 3. 1939 mussten sie dort ausziehen und nach Wannsee in die Hugo-Vogel-Straße 38–42 ziehen. Der Eigentümer des Hauses, Rechtsanwalt Dr. Hans Fritz Abraham, war in die USA geflohen. In Wannsee zog auch ihre Schwester Olga zu ihnen. Käthe und Edith Nathan mussten noch einmal umziehen in die Knesebeckstraße 28 zu Freundlich, ihre Schwester Olga zog zu Friedrich Nathan in die Emser Straße 19–20. Käthe und Edith Nathan wurden am 12. Januar 1943 nach Auschwitz deportiert, ihre Schwester Olga einen Tag später, am 13. Januar 1942, nach Riga. |
|      | Olga Nathan             | Hugo-Vogel-Straße 40      | 52.423889 13.154722       | 12. Sep. 2007 | Olga Nathan kam am 8. Januar 1887 in Wartenburg als Tochter des Apothekers Julius Nathan und seiner Frau Natalia geborene Herrnberg zur Welt. Ihre älteren Schwestern waren Edith (1884) und Käthe (1885). Die Schwestern zogen nach Berlin, Olga wurde Bürovorsteherin und wohnte in Steglitz in der Blankenbergstraße 3, ihre Schwestern in der Wilseder Straße 11. 1939 mussten sie umziehen, alle drei zogen nach Wannsee in die Hugo-Vogel-Straße 38–42, in ein Haus, das dem Rechtsanwalt Dr. Hans Fritz Abraham gehörte und der mit seiner Frau in die USA geflohen war. Olgas Schwestern mussten noch in die Knesebeckstraße 28 ziehen, Olga selbst zu Friedrich Nathan in die Emser Straße 19–20. Am 13. Januar 1942 wurde Olga Nathan nach Riga deportiert, ihre Schwestern einen Tag früher nach Auschwitz. |
|      | Erna Neumann            | Hohenzollernstraße 24     | 52.416666 13.151389       | März 2009     | Erna Lindemann kam am 29. Juli 1896 in Berlin als Tochter des Fabrikanten Paul Lindemann und seiner Frau Amalie geborene Levy zur Welt. Sie heiratete 1919 in Berlin-Wilmersdorf den Diplom-Ingenieur Dr. Friedrich Neumann. Der Sohn Heinz Peter wurde am 29. Juli 1922 geboren. Die Familie lebte in der Württembergischen Straße 30, bis sie in das von ihrem Vater erbaute Sommerhaus in der Hohenzollernstraße 24 in Wannsee zog. Ihr Mann emigrierte mit Heinz Peter vor 1939 über Holland nach England. Aus der Hohenzollernstraße wurde Erna am 12. Januar 1943 nach Auschwitz deportiert, ihre Eltern einen Tag später nach Theresienstadt. |
|      | Friedrich Nothmann      | Hugo-Vogel-Straße 16      |                           | 27. Apr. 2013 | Friedrich Fritz Nothmann kam am 18. Oktober 1887 in Gleiwitz/Schlesien als Sohn des Adolf Nothmann und seiner Frau Alwine geborene Lustig zur Welt. Er besuchte das Königliche Wilhelms-Gymnasium und studierte in Berlin Jura, 1914 war er Preußischer Gerichtsassessor. Er nahm am Ersten Weltkrieg teil und heiratete 1916 Charlotte Antonie Schneider, die Tochter Hildegard Beate wurde 1920 geboren. 1921 wurde er Landgerichtsrat. Seine Frau starb 1923 und er heiratete in zweiter Ehe 1926 Gertrud Bernhard. Die Söhne wurden geboren: am 11. November 1926 Karl Andreas und am 30. Januar 1932 Georg Albrecht Leonhart. Die Familie wohnte in Wannsee in der Moltkestraße 10 (später Hugo-Vogel-Straße 12) im Haus der Eltern von Gertrud Nothmann. 1929 wurde er Kammergerichtsrat und am 13. Juli 1933 als Richter entlassen. 1937 starb sein Schwiegervater, nach der Reichspogromnacht wurde Friedrich Nothmann im KZ Buchenwald inhaftiert, weil die Familie die Ausreise in die Niederlande zum Januar 1939 erreichte, wurde er im Dezember 1938 freigelassen. Er floh nach Holland, seine Frau, die beiden Söhne und seine Schwiegermutter folgten ihm. Im Exil starb 1941 seine Schwiegermutter. Nach dem Einmarsch der Wehrmacht wurde die Familie Anfang Mai 1943 verhaftet und über das KZ Vught ins Sammellager Westerbork gebracht. Am 4. September 1943 wurden sie nach Theresienstadt deportiert und am 16. Oktober 1944 in das KZ Auschwitz, wo Friedrich Nothmann am 18. Oktober 1944 ermordet wurde. Nur seine Tochter Hildegard aus erster Ehe konnte sich nach England retten. Ein zweiter Stolperstein befindet sich in der Elßholzstraße beim Kammergericht. |
|      | Georg Albrecht Nothmann | Hugo-Vogel-Straße 16      |                           | 29. Mai 2024  | |
|      | Gertrud Nothmann        | Hugo-Vogel-Straße 16      |                           | 29. Mai 2024  | |
|      | Karl Andreas Nothmann   | Hugo-Vogel-Straße 16      |                           | 29. Mai 2024  | |
|      | Adolf Reichwein         | Hohenzollernstraße 21     | 52.415833 13.151667       | März 2009     | Ein weiterer Stolperstein für Adolf Reichwein befindet sich in Vitte auf der Insel Hiddensee. |
|      | Fritz Springer          | Straße zum Löwen 12       | 52.426111 13.159722       | 18. März 2011 | |
|      | Paula Tannchen          | Bismarckstraße 17         |                           | 12. Juni 2021 | Paula Tannchen kam am 8. Mai 1889 in Rogasen als Tochter des Kaufmanns Jakob Chaim Tannchen und seiner Frau Rosa Rachel geborene Seelig zur Welt. Ihre Geschwister waren: Leo (1882), Max (1883), Alfons (1885), Amalie (1886), Regine (1894) und Gertrud (1898). Die Familie zog nach Berlin, ihr Vater starb 1925, ihre verwitwete Mutter lebte mit der jüngsten Tochter Gertrud zuletzt in der Dieffenbachstraße 54, bis sie 1940 starb. Welchen Beruf Paula Tannchen erlernte, wissen wir nicht. Sie lebte 1939 in Wannsee, Bismarckstraße 17, später zog sie wohl gezwungenermaßen mit ihrer Schwester Gertrud in die Saarbrücker Straße 26 II. Paula Tannchen wurde zusammen mit ihrer Schwester Gertrud am 27. November 1941 mit dem VII. Transport (Zug Da31) nach Riga-Rumbula deportiert und dort am 30. November 1941 ermordet. |